# Gold Digger
A Gold Digger Kanye West amerikai rapper kislemeze, amely Jamie Foxx közreműködésével készült West második albumára, a Late Registrationre (2005). A dalon ezek mellett lehet hallani Plain Patet és Don C-t. West Atlantában készítette az alapot, amelyen Jon Brionnal együtt végzett produceri munkát. Eredetileg Shawnna debütáló albumára, a Worth Tha Weightre (2004) tervezték felvenni, mielőtt visszaadták volna Westnek. 2005. július 5-én kiadták amerikai kortárs ritmikus rádióknak, a Roc-A-Fella és a Def Jam kiadókon keresztül, az album második kislemezeként. Megdöntötte a rekordot a legtöbb digitális letöltésért, 80 ezer példányban kelt el.
Egy pop-rap dal, a Gold Digger feldolgozza Ray Charles I Got a Woman című dalát. Dalszövegét tekintve West arról beszél, hogy hogyan verte át egy nő. A dalt méltatták a kritikusok, akik főleg a kompozíciót emelték ki. Többen ezek mellett dicsérték Foxx közreműködését és a szöveg témáját, míg mások a feldolgozást tartották kiemelkedőnek. A dalt több év végi listán is helyet kapott 2005-ben, mint a Eye Weekly és az NME rangsorolásán. Többen is első helyre helyezték ranglistájukon, mint a VH1 és a Rolling Stone. A 47. Grammy-gálán elnyerte a Legjobb szóló rapteljesítmény díjat és jelölték az Év felvétele elismerésre is.
A Gold Digger első lett a Billboard Hot 100-on, az ausztrál és az Új-zélandi kislemezlistán is, amellyel West első listavezető dala lett az összes említett slágerlistán. A dal kilenc országban érte még el ezek mellett az első 50 hely egyikét, többek között az Egyesült Királyságban és Írországban. A Billboard 60. évfordulóján, 2018-ban, minden idők 63. legnagyobb slágerének választották. Tekintve, hogy megjelenése óta nyolcszoros platinalemez lett az Egyesült Államokban (Recording Industry Association of America), minden idők egyik legsikeresebb digitális kislemeze. Ezek mellett négyszeres és háromszoros platinalemez lett Ausztráliában (Australian Recording Industry Association) és az Egyesült Királyságban (British Phonographic Industry) is.
2005 nyarán kiadták a dal videóklipjét is, amelyet Hype Williams rendezett. A videóban West és Foxx mellett címlaplányok és különböző magazinok láthatók. Több kategóriában is jelölést kapott a 2006-os MTV-díjátadó gálákon, beleértve a Legjobb férfi videó és a Kedvenc videó díjakra a MTV Video Music Awards és az MTV Asia Awards gálákon. West előadta a dalt a MTV Video Music Awards díjátadóján és a Glastonbury Fesztiválon, 2005-ben és 2015-ben, amelyek közül a korábbi fellépésen csatlakozott hozzá Foxx is. Az Automatic többször is előadta a saját feldolgozott verzióját a dalból, többek között a 2006-os Reading és Leeds Fesztiválokon. Feldolgozta még ezek mellett Will Schuester és a New Directions a 2009-es Szerelem a láthatáron! Glee-epizódban.

## Háttér és felvételek

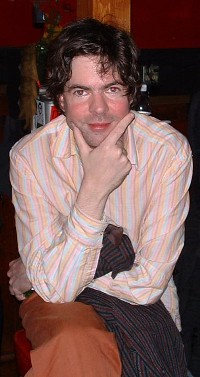
Jon Brion fontos szerepet játszott a dal elkészítésében, annak ellenére, hogy ez volt első hiphopprojektje

West a Gold Diggert Jon Brion producerrel és zeneszerzővel készítette. Brion különleges produceri munkájával szerezte hírnevét különböző előadókkal és filmzenékben, bár hiphop dalokkal korábban nem igazán dolgozott. West rajongója lett Fiona Apple énekesnőnek, akivel Brion többször is dolgozott. Nagy hatással volt rá Brion munkája a 2004-es Egy makulátlan elme örök ragyogása filmben. A páros közös barátjuk, Rick Rubin segítségével kapcsolódtak. West azonnal felhívta Briont és rögtön megérezték, hogy mire van szüksége a másiknak. West felkérte őt, hogy dolgozzon vele a Late Registrationön, amely Brion első próbálkozása volt egy hiphopprojekttel, amely döntést több rajongója is megkérdőjelezett. Brion azt mondta, hogy az emberek valószínűleg azt fogják gondolni, hogy West „teljesen megőrült” és „egy művészi lemezt fog készíteni valami őrült, ismeretlen zenésszel,” de tisztázta, hogy „nem ez a helyzet”. A producer megemlítette, hogy West vezette a produceri folyamatokat egy egyértelmű elképzeléssel és megemlítette West „gyors, intuitív” döntéshozását.
2003 végén West bemutatta a Gold Digger egy korai verzióját John Legend énekessel New Yorkban. Sokak arra tippeltek akkor született meg West fejében a dal ötlete, mikor látta Foxxot Ray Charles szerepében a 2004-es Ray című életrajzi filmben. Az igazság viszont az, hogy Ludacris otthonában Atlantában (Georgia) készítette az alapot, még a film forgatása előtt. West a dalt először Shawnna 2004-es debütáló albumára, a Worth Tha Weightre szánta, de ő elutasította és visszaadta a rappernek, West A&R-képviselője Plain Pat azt mondta, hogy Shawnna indoklása ismeretlen volt. A refrént eredetileg West szerezte egy nő nézőpontjából, míg meg nem írta saját dalára az első versszakokat 2004-ben, amelyek közül a másodikat előadta a The College Dropout albumát népszerűsítő turnén. West eredetileg a harmadik versszakként újra akarta hasznosítani egyik verzéjét a Drop Dead Gorgeous daláról, amelyet nem adott ki. Nem sokkal a kislemez megjelenése előtt írta meg a végül kiadásra került versszakot. Plain Pat visszaemlékezése szerint a stúdió és, ahol masterelték a felvételt „közvetlenül egymás mellett voltak” a Sony Music Studiosban New Yorkban, azt mondva, hogy a csapat „a két stúdió között mozgott egy hétig,” hogy átdolgozzák az előtte elvégzett felvételek eredményét.
Mikor West találkozott A-Trak kanadai lemezlovassal a Sasquatch! Zenei Fesztiválon, bemutatta neki a dal egy korai változatát. A rapper úgy érezte, hogy a dal túl „poppos” volt és célja az volt, hogy egy hiphophoz sokkal jobban illő hangzást alakítson ki. Erre A-Trak kitalálta, hogy adjanak a dalhoz lemezhangokat és ő javasolta a feldolgozandó hangmintát is. West támogatta az ötletet és megemlítette, hogy a dal felvételeit nemsokára befejezik Los Angelesben. A DJ a lemezhangokat a folyamat késői szakaszában vette fel, mikor a rapper felültette egy gépre és az Egyesült Államokba hívta. Miután West megnézte a Ray filmet John Mayerrel, megszületett az ötlete, hogy Foxx énekelje el saját interpolációját Charles I Got a Woman (1954) című dalából, ha a nem sikerülne engedélyt kapni a hangminta felhasználására. Az énekes több változatot is felvett, amelyek közül az egyiken elénekli a teljes dalt, de elvetették, mivel a hangja nem illett tökéletesen a zenei alaphoz. Az énekes felvett egy ad-libet is, amelyben káromkodott, de kérte, hogy ne használják fel. Brion készített további hangelemeket a Gold Diggerhez, hogy befejezzék az alap elkészítését egyik első Westtel töltött napján. Megemlítette, hogy a rapper egyértelműen tudta, hogy melyik elemek tetszettek neki és, hogy hogyan szerzett zenét: „Rendben, azokra a dolgokra fogunk koncentrálni.” A végső változaton együtt használták az I Got a Woman hangmintáját és Foxx interpolációját.

## Kompozíció és dalszöveg

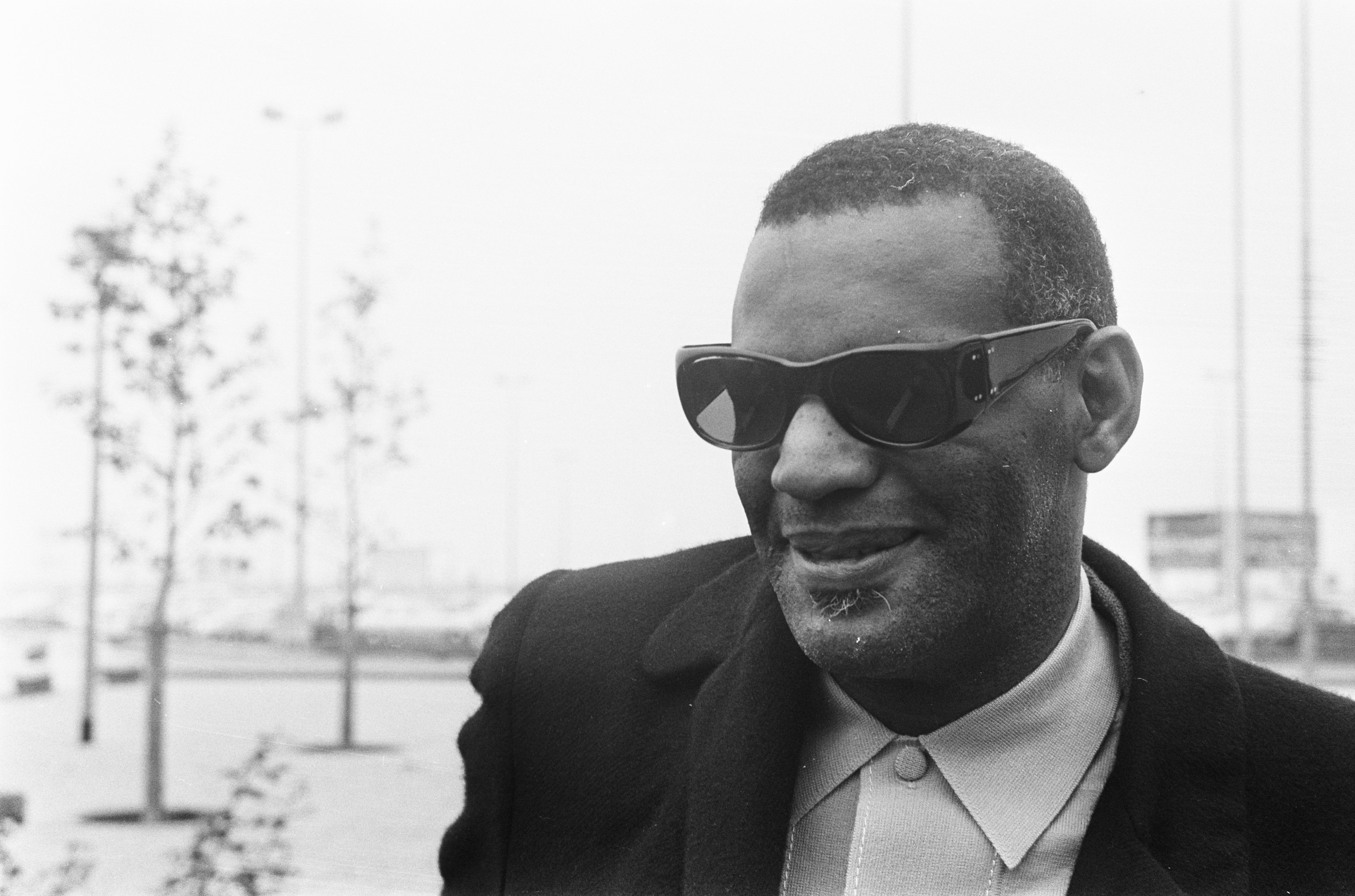
A Gold Diggerben szerepel egy hangminta, Ray Charles I Got a Woman című dalából és Jamie Foxx interpolációja, amelyet a minta elutasításának esetére vettek fel

Zeneileg a Gold Digger egy pop-rap dal, amelynek nagyon egyszerű a hangzása a Late Registration többi részéhez képest. A dalt az I Got a Woman hangmintája köré építették, amelyet Renald Richard szerzett és Ray Charles adott elő. A Gold Digger tapsokat is tartalmaz és dobokat, amelyeket a The College Dropout albumon megjelent Get Em High dalból használtak újra. A dal Foxx interpolációjával kezdődik meg, az első sora a „She takes my mon-eeee.” Ezek mellett lemezhangokat is tartalmaz, amelyeket A-Trak készített Westnek, a refrének alatt vannak elhelyezve. Szintetizátort is tartalmaz a dal, Plain Pat és Don C vokáljai mellett.
A dalszöveget tekintve West arról rappel, hogy átverte egy nő. West saját változatára átírta az eredetileg szerzett „I’m not sayin’ I’m a gold digger, but I ain’t messin’ with no broke niggas” sorait, amely után „I ain’t saying she’s a gold digger/But she ain’t messin’ with no broke niggas!” lett. A lemezhangok integrációját dalszöveggel segíti. West vicceket is mond pénzéhes nőkről és házassági szerződést kér. Később West elmeséli egy fekete ember történetét, aki szakít egy fekete nővel egy fehérért, miután sikeres lesz.

## Kiadása
A Gold Diggert 2005. július 5-én küldték el kortárs amerikai ritmikus rádióknak, mint az album második kislemeze, a Roc-A-Fella és a Def Jam kiadókon keresztül. Augusztus 2-án megjelent egy 12 hüvelykes hanglemez is, a Roc-A-Fellán keresztül. A Gold Digger végül a negyedik számként szerepelt West második stúdióalbumán, a Late Registrationön, amely 2005. augusztus 30-án jelent meg. Szeptember 19-én a dalt kiadták CD formátumban is Európában, a Roc-A-Fella kiadásában. 2005. november 27-én pedig a Def Jam kiadta CD-n Franciaországban.
Mikor megjelent az albumon, elérhető lett digitális letöltésként is. A Gold Diggerből egy héten belül több, mint 80 ezer példány kelt el letöltésként legális weboldalakon keresztül, mint az iTunes és a Napster. Akkoriban ez rekordnak számított egy heti digitális letöltések között és a leggyorsabb letöltési eladási rekordnak is számított, amelyeket előtt Gwen Stefani Hollaback Girlje (2005) tartott. 2005-ben a legtöbbet eladott dal volt az iTunes platformon. 2018-ban a Gold Diggert 21,2 millió alkalommal streamelték az Egyesült Királyságban, amely a legtöbbet lejátszott dal volt 2005-ből az országban.

## Fogadtatás

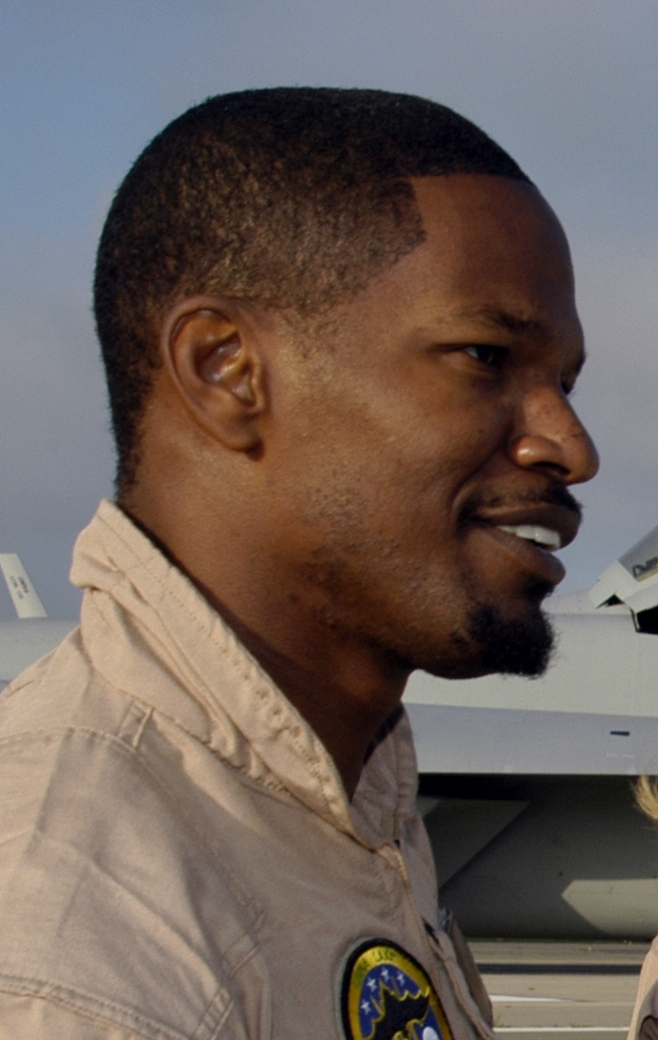
Több kritikus is méltatta Jamie Foxx énekhangját a dalon

A dalt széles körben méltatták zenekritikusok, akik kiemelték annak kompozícióját. Jonah Weiner (Blender) véleménye az volt, hogy a Gold Digger a legjobb dal volt az albumon, amely bemutatta a „tehetségszinteket, amely megkülönböztette Westet a sráctól a 7-Elevenben.” Megjegyezte, hogy West milyen zenei alapot tudott létrehozni tapsok és Charles hangmintájának felhasználásával, amelyre „pénzéhes lányokról” rappelt. Kitty Empire, a The Observer szerzője megjegyezte, hogy a dal nem egyezik teljesen a Late Registration általános stílusával, „nagyon közvetlen és vidám.” Sean Fennessey (Pitchfork) azt mondta, hogy a dal egyszerű, „de nem finom,” amelyet főleg Foxx interpolációja és a felhasznált dobok okoznak, illetve, hogy „sikerét a humorja hozza.” Simon Reynolds (Uncut) megjegyezte, hogy ugyan neki tetszett volna, ha Shirley Bassey Goldfingerjét (1964) használták volna hangmintának, de a „Charles-refrén adja meg a dal erejét.” Reynolds kiemelte, hogy a dal elejének blues-benyomása van.
Alexis Petridis (The Guardian) megjegyezte, hogy a dalban szerepel Foxx Oscar-győztes Charles-megszemélyesítésének furcsa hangja, az énekes hangmintája mellett. Steve Jones (USA Today) méltatta a dal humorját, megemlítve, hogy West olyan nőkről beszél, akik lyukat égetnek a férfi zsebében a Charles-hangminta mellett, amelyet Foxx megszemélyesítésével egészítettek ki. Matty G, a Tiny Mix Tapes szerzője sokkal jobban kedvelte Foxx interpolációját a régebbi Al Green-imitációjához. Robert Hilburn (Los Angeles Times) azt írta, hogy a dal egyértelmű és témája „hihetetlen huncutság.” A Rolling Stone írója, Rob Sheffield kiemelte, hogy West mennyire jól használta fel humorját. Jon Pareles (The New York Times) méltatta West arroganciáját a dalon. Azeem Ahmad (musicOMH) kicsit kevésbé kedvelte a kislemezt, megjegyezve, hogy a megszokott tematikával dolgozik, mintha a férfi verziója lenne a TLC lányegyüttes No Scrubs (1999) dalának, de elismerte, hogy a Charles-hangminta éltetet ad a számnak. David Browne, a Entertainment Weekly újságírója Westben egy várható paranoiát látott abban, hogy „figyelmeztet egy aranyásóról” egy „feszes, katonás alapon.” Robert Christgau, aki a The Village Voice kritikusa megjegyezte, hogy a dalt jellemzi Foxx „kognitív disszonáns interpolációja” a feldolgozott hangmintáról, míg a „nőellenes közhelyeket” fenntartják, míg „az elnyomott fekete férfi,” akit West véd az egész dalban, elhagyja a nem aranyásó nőt egy fehér lányért.

### Szerzői jogi vita
2013 áprilisában David Pryor énekes gyermekei, Trena Steward és Lorenzo Pryor beperelték Westet a Thunder & Lightning Bumpin’ Bus Stop (1974) című dalának engedély nélküli felhasználásáért a Gold Diggeren, a refrént beleértve. A per tudomásul vette, hogy a dalt 2005-ben adták ki, de azt is megemlítette, hogy David Pryor ekkor egy szanatóriumban volt mentális és testi fogyatékossággal, mint szenilis demencia és prosztatarák. Azt is kiemelték, hogy Pryor 2006-ban úgy halt meg, hogy nem volt tudomása hangjának felhasználásáról és, hogy 2012-ig nem volt Steward és Lorenzo Pryornak megfelelő információja, hogy elindítsa a pert. A páros kérte a bírót a dal eladásának felfüggesztésére és további „több millió dollárt” kértek a szerzői jogokért. Westet és több kiadót is, mint a Roc-A-Fella és a The Island Def Jam Music Group vádolták egy 15 évig tartó „illegális szerzői jogokat megszegő rendszer kialakításával” és azzal, hogy „kiépítettek egy bűnvállalat kialakításával, amelynek értelmében tudatosan, engedély nélkül használtak fel hangmintákat.” 2014 augusztusában Beverly Reid O’Connell kaliforniai szövetségi bírója elutasította a vádak nagy részét, kijelentve, hogy a rövid, torzított hangmintáknak köszönhetően az eredeti munka nem volt egyértelműen felismerhető.

## Díjak és elismerések
Shea Serrano 2005-ös The Rap Year Book könyvében a Gold Diggert az év legfontosabb dalának nevezték. Az Eye Weekly szerint 2005 legjobb kislemeze volt, James Simons kiemelte West „jóízű humorát” és a „férfi bűn beismerését” az utolsó sorokban. Ezek mellett beismerte, hogy úgy tűnt, hogy az emberek túl izgatottak lettek a „rikácsoló Ray Charles hangmintától és a a karakterisztikus tapsok miatt” és nem vették észre, hogy West „egy újabb művet adott a Trifling Bitch dalkönyvéhez,” azzal zárva, hogy „amikor Kanye ilyen aranyat ad ki, mindenkinek tetszik.” A dalt első helyre szavazták a The Village Voice Pazz & Jop szavazásán 2005-ben, 145 ponttal. Egy Kanadában kritikusok körében elvégzett szavazáson pedig második lett. A Rolling Stone olvasói között folytatott közvéleménykutatáson 2005 harmadik legjobb kislemeze lett, míg a norvég Dagsavisen ugyanezt a helyet adta neki. A New Musical Express dallistáján negyedik volt. Más listákon, amelyek 2005 legjobb kislemezeit gyűjtötték, 10. volt a német Zündfunk ranglistán, 12. a Playlouder listáján, illetve 14. a Stylus Magazine által összeállított válogatáson.
Az XXL 2014-es kiadásában, amely a hiphop 40 éves évfordulóját ünnepelte, a dalt 2005 legjobb öt kislemeze közé választották. Az Entertainment Weekly listáján, amely 1990-től 2014-ig sorolta fel minden év legjobb dalait, 2005 legjobbjának nevezték. Hogy megünnepeljék 16. évfordulójukat 2016-ban, az NPR minden évből megválasztotta a szerkesztőség kedvenc dalát, 2005-re a Gold Diggert nevezték meg. 2008-ban 20. helyre választotta a VH1 minden idők legjobb hiphopdalai listáján. Az évtized hatodik legjobbjának nevezte a csatorna, míg a Rolling Stone a 29. helyre helyezte. A Gold Digger 34. és 60. volt a Slant Magazine és az NME évtizedes listáin.
2018-ban a Rolling Stone a 21. század 36. legjobb dalának választotta. A Highsnobiety két évvel később West ötödik legjobb dalának nevezte, Bianca kiemelte, hogy „veleszületett zenei tudását” bemutatja Foxx interpolációján keresztül. 2014-ben az NME minden idők 93. legjobbjának nevezte, míg a Time is minden idők egyik legjobbjának választotta 2011-ben. Szerepelt Robert Dimery 1001 dal, amit hallanod kell, mielőtt meghalsz könyvének 2015-ös kiadásában. A dal ezek mellett elnyerte a Legjobb szóló rapteljesítmény díjat a 2006-os Grammy-gálán, egyike volt West három győzelmének aznap este. Ugyanezen a gálán jelölték az Év felvétele elismerésre is, de végül alulmaradt a Dixie Chicks Not Ready to Make Nice dala ellen. 2006-ban ezek mellett díjat kapott a Legjobb közreműködés és a Hot Rap-dal kategóriákban a BET Awards és a Billboard R&B/Hip-Hop Awards díjátadókon.
| Év   | Díjátadó                         | Kategória                               | Eredmény | For.   |
| ---- | -------------------------------- | --------------------------------------- | -------- | ------ |
| 2005 | Kiss Awards                      | Legtöbbet letöltőtt                     | Jelölve  | [ 61 ] |
| 2005 | Vibe Awards                      | Legkirályabb közreműködés               | Jelölve  | [ 62 ] |
| 2006 | BET Awards                       | Legjobb közreműködés                    | Elnyerte | [ 59 ] |
| 2006 | Billboard R&B/Hip-Hop Awards     | Hot R&B/Hip-Hop-dal                     | Jelölve  | [ 63 ] |
| 2006 | Billboard R&B/Hip-Hop Awards     | Hot Rap-dal                             | Elnyerte | [ 60 ] |
| 2006 | BMI R&B/Hip-Hop Awards           | Díjazott dalok                          | Elnyerte | [ 64 ] |
| 2006 | Grammy-gála                      | Legjobb szóló rapteljesítmény           | Elnyerte | [ 57 ] |
| 2006 | Grammy-gála                      | Az év felvétele                         | Jelölve  | [ 58 ] |
| 2006 | International Dance Music Awards | Legjobb rap/hiphop táncdal              | Elnyerte | [ 65 ] |
| 2006 | MP3.com Awards                   | Legjobb kislemez                        | Elnyerte | [ 66 ] |
| 2006 | MTV Australia Video Music Awards | Az év dala                              | Jelölve  | [ 67 ] |
| 2006 | MTV Video Music Awards           | Az év csengőhangja                      | Jelölve  | [ 68 ] |
| 2006 | Soul Train Music Awards          | Legjobb R&B/soul vagy rap táncdal       | Jelölve  | [ 69 ] |
| 2006 | TEC Awards                       | Lemezproduceri munka/Kislemez vagy szám | Jelölve  | [ 70 ] |
| 2007 | BMI Pop Awards                   | Díjazott dalok                          | Elnyerte | [ 71 ] |

## Számlista
Európai maxi kislemez
1. Gold Digger – 3:29
2. Diamonds from Sierra Leone – 3:35
3. We Can Make It Better – 3:52

## Közreműködő előadók
Információk a Late Registration médiajegyzetei alapján.
Felvételek
- Felvéve a The Record Plant (Hollywood, CA), Sony Music Studios (NYC), Chalice Recording Studios (Hollywood, CA) és a Grandmaster Recording Studios (Hollywood, CA) stúdiókban.
- Keverve a Chalice Recording Studios (Hollywood, CA) stúdióban.

Előadók, utómunka
| - Kanye West – dalszerző, producer - Ray Charles – dalszerző - Renald Richard – dalszerző - Jon Brion – producer - Anthony Kilhoffer – felvételek - Andrew Dawson – felvételek - Tom Biller – felvételek - Mike Dean – keverési hangmérnök | - Richard Reitz – asszisztens hangmérnök - Matt Green – asszisztens hangmérnök - Nate Connelly – asszisztens hangmérnök - Mike Mo – asszisztens hangmérnök - Plain Pat – további vokál - Don C – további vokál - A-Trak – lemezhangok |

## Slágerlisták
| Slágerlista (2005–2006)                      | Legmagasabb pozíció |
| -------------------------------------------- | ------------------- |
| Ausztrál kislemezlista (ARIA)                | 1                   |
| Ausztrál urban kislemezlista (ARIA)          | 1                   |
| Belga kislemezlista (Ultratip Flanders)      | 4                   |
| Belga kislemezlista (Ultratip Wallonia)      | 14                  |
| Brit kislemezlista (OCC)                     | 2                   |
| Brit R&B-kislemezlista (OCC)                 | 2                   |
| Euro digitális kislemezlista (Billboard)     | 2                   |
| Francia kislemezlista (SNEP)                 | 71                  |
| Holland kislemezlista (Dutch Top 40)         | 20                  |
| Ír kislemezlista (IRMA)                      | 3                   |
| Kanadai digitális kislemezlista (Billboard)  | 10                  |
| Lengyel kislemezlista (LP3)                  | 43                  |
| Német kislemezlista (Official German Charts) | 35                  |
| Norvég kislemezlista (VG-lista)              | 14                  |
| Osztrák kislemezlista (Ö3 Austria Top 40)    | 47                  |
| Skót kislemezlista (OCC)                     | 3                   |
| Svájci kislemezlista (Schweizer Hitparade)   | 52                  |
| Svéd kislemezlista (Sverigetopplistan)       | 34                  |
| US Billboard Hot 100                         | 1                   |
| US Hot R&B/Hip-Hop Songs (Billboard)         | 1                   |
| US Hot Rap Songs (Billboard)                 | 1                   |
| US Mainstream Top 40 (Billboard)             | 1                   |
| US Pop 100 (Billboard)                       | 1                   |
| US Rhythmic (Billboard)                      | 1                   |
| Új-zélandi kislemezlista (Recorded Music NZ) | 1                   |

| Év   | Slágerlista                                  | Pozíció |
| ---- | -------------------------------------------- | ------- |
| 2005 | Ausztrál kislemezlista (ARIA)                | 33      |
| 2005 | Új-zélandi kislemezlista (Recorded Music NZ) | 20      |
| 2005 | Brit kislemezlista (OCC)                     | 35      |
| 2005 | US Billboard Hot 100                         | 6       |
| 2005 | US Hot R&B/Hip-Hop Songs (Billboard)         | 14      |
| 2005 | US Pop 100 (Billboard)                       | 16      |
| 2005 | US Rhythmic (Billboard)                      | 16      |
| 2006 | Brit kislemezlista (OCC)                     | 110     |
| 2006 | US Billboard Hot 100                         | 34      |
| 2007 | Brit kislemezlista (OCC)                     | 175     |

| Slágerlista (2000–2009) | Pozíció |
| ----------------------- | ------- |
| US Billboard Hot 100    | 9       |

| Időszak   | Slágerlista          | Pozíció |
| --------- | -------------------- | ------- |
| 1958–2015 | US Billboard Hot 100 | 60      |
| 1958–2018 | US Billboard Hot 100 | 63      |

## Minősítések
| Régió                    | Minősítés       | Példányszám |
| ------------------------ | --------------- | ----------- |
| Ausztrália (ARIA)        | 4× Platinalemez | 280 000     |
| Dánia (IFPI Danmark)     | Platinalemez    | 90 000      |
| Egyesült Államok (RIAA)  | 8× Platinalemez | 8 000 000   |
| Egyesült Királyság (BPI) | 3× Platinalemez | 1 770 000   |
| Németország (BVMI)       | Aranylemez      | 150 000     |
| Olaszország (FIMI)       | Aranylemez      | 25 000      |
| Új-Zéland (RMNZ)         | Aranylemez      | 5 000       |

## Kiadások
| Régió            | Dátum                | Formátumok             | Kiadók                  | For.   |
| ---------------- | -------------------- | ---------------------- | ----------------------- | ------ |
| Egyesült Államok | 2005. július 5.      | kortárs ritmikus rádió | - Roc-A-Fella - Def Jam | [ 18 ] |
| Világszerte      | 2005. augusztus 2.   | 12 hüvelykes hanglemez | Roc-A-Fella             | [ 20 ] |
| Európa           | 2005. szeptember 19. | CD maxi-kislemez       | Roc-A-Fella             | [ 22 ] |
| Franciaország    | 2005. november 27.   | CD-kislemez            | Def Jam                 | [ 23 ] |